# Convergência pontual
Em matemática, em especial na análise real e na análise funcional, a convergência pontual é um dos muitos conceitos que existem para convergência de uma seqüência de funções.
Algumas vezes a convergência pontual é chamada de convergência ponto a ponto.
Um conceito mais forte que convergência pontual é convergência uniforme. Um conceito mais fraco é convergência quase-sempre.

## Definição para seqüências de funções reais
Seja {\displaystyle D\,} um conjunto qualquer e {\displaystyle f_{n}:D\to \mathbb {R} \,} uma seqüência de funções que compartilham do mesmo domínio {\displaystyle D\,}.
Diz-se que {\displaystyle f_{n}(x)\,} converge pontualmente para uma função {\displaystyle f:D\to \mathbb {R} \,} se:
- {\displaystyle \lim _{n\to \infty }f_{n}(x)=f(x),} para cada {\displaystyle x\in D\,}

### Exemplos
- {\displaystyle f_{n}(x)={\frac {x}{n}}\,} converge pontualmente para {\displaystyle f(x)=0\,}
- {\displaystyle f_{n}(x)=n\sin \left({\frac {x}{n}}\right)} converge pontualmente para {\displaystyle f(x)=x}
- {\displaystyle f_{n}(x)={\frac {|x|^{n}}{1+|x|^{n}}}} que converge pontualmente para {\displaystyle f(x)=\left\{{\begin{array}{ll}0,&|x|<1\\{\frac {1}{2}},&|x|=1\\1,&|x|>1\end{array}}\right.}

## Definição geral
Seja {\displaystyle f_{n}:S\to X\,} uma seqüência de funções com contra-domínio em um espaço topológico X com uma topologia {\displaystyle \tau \,}. Então a seqüência converge pontualmente para uma função {\displaystyle f:S\to X\,} quando, para todo x, a seqüência {\displaystyle f_{n}(x)\,} converge para f(x). Isso equivale a escrever:
{\displaystyle \forall x\in S\ \forall A\in \tau ,\ (f(x)\in A\rightarrow \exists N\in \mathbb {N} ,\ (n>N\rightarrow f_{n}(x)\in A))\,}.
Esta definição é equivalente a dizer que, na topologia produto de {\displaystyle X^{S}\,}, a seqüência {\displaystyle f_{n}\,} converge para f.